# سیگما کژدم
سیگما کژدم یک ستاره است که در صورت فلکی کژدم قرار دارد.